# Premier Academy League
Giải bóng đá học viện ngoại hạng Anh (Tên tiếng Anh: The Premier Academy League hay gọi tắt là: FAPAL) là giải đấu bóng đá dành cho lứa trẻ tại Anh, được khởi xướng bởi Elite Player Performance Plan trong năm 2012, trong đó có 72 câu lạc bộ thuộc The Football League vào ngày 20 tháng 10 năm 2011. Giải đấu này có sự cạnh tranh giữa các đội học viện ở Giải bóng đá Ngoại hạng Anh và các đội học viện của các câu lạc bộ bóng đá ở Football League. Giải đấu thuộc cấp bậc thứ nhất của giải đấu trẻ của bóng đá Anh, phía sau là giải Football League Youth Alliance bao gồm một số câu lạc bộ The Football League và một số câu lạc bộ xuất sắc nhất Football Conference. Đội Học viện Arsenal dành nhiều chức vô địch nhất với 5 lần.

## Lịch sử
Giải đấu ban đầu thành lập với tên gọi là: FA Premier Youth League vào năm 1997, nhằm thay thế cho giải đấu bóng đá trẻ khu vực phía Nam đó là South East Counties League. Giải đấu giới hạn cầu thủ dưới 18 tuổi nhưng trong một trận đấu thì mỗi đội được phép ra sân 3 cầu thủ dưới 19 tuổi. Ban đầu, giải có 16 đội bóng chia thành hai nhóm Hội nghị phía Bắc và Hội nghị phía Nam, mỗi nhóm có 8 đội, hai câu lạc bộ trong mỗi nhóm gặp nhau hai lần lượt đi và lượt về trên sân nhà và sân khách. Và mỗi đội phải gặp nhau một lần với đội khác nhóm trên sân trung lập. Đội đứng đầu mỗi nhóm được chơi trận chung kết. Đội trẻ Arsenal gành chiến thắng trước đội trẻ Tottenham Hotspur với tỷ số 2–1 trong trận chung kết của mùa giải đầu tiên.
Giải đấu này được cải cách vào năm 1998, Hiệp hội Bóng đá Anh đổi tên giải đấu thành Premier Academy League, giải đấu được chia thành hai nhóm tuổi U19 và U17. Có 32 đội tham dự, chia thành 4 nhóm (2 nhóm Hội nghị phía Bắc và 2 nhóm Hội nghị phía Nam). Thể lệ giải đấu cũng tương tự như mùa giải 1997-1998.
Giải đấu này cũng được cải cách thêm một lần nữa vào mùa giải 2004-2005, khi có một nhóm tuổi duy nhất đó là U18 (Cầu thủ dưới 18 tuổi sinh sau ngày 31 tháng 08). Mỗi đội được phép ra sân 3 cầu thủ dưới 19 tuổi và 1 thủ môn dưới 19 tuổi trong mỗi trận đấu. Giải đấu bị hủy bỏ vào năm 2012.

## Kết cấu giải đấu
Tất cả các đội chơi đấu với nhau 2 lượt và chia thành 4 bảng đấu, mỗi bảng đấu có 10 đội và thi đấu 28 trận đấu/một mùa giải. Bốn đội đầu bảng vào vòng playoffs, mà đá theo một định dạng là loại trực tiếp. Không giống như Premier Reserve League, Premier Academy League đã được mở cho nhiều hơn là chỉ các câu lạc bộ Premier League.

## Những đội vô địch
|           | FA Premier Youth League (U-18) | FA Premier Youth League (U-18) | References    |
| --------- | ------------------------------ | ------------------------------ | ------------- |
| 1997–98   | Arsenal U18s                   | Arsenal U18s                   | [ 2 ]         |
|           | FA Premier Academy League      |                                |               |
| U-19      | U-17                           |                                |               |
| 1998–99   | West Ham United U19s           | Blackburn Rovers U17s          | [ 3 ] [ 4 ]   |
| 1999–2000 | West Ham United U19s           | Arsenal U17s                   | [ 2 ] [ 3 ]   |
| 2000–01   | Nottingham Forest U19s         | Ipswich Town U17s              | [ 5 ] [ 6 ]   |
| 2001–02   | Arsenal U19s                   | Newcastle United U17s          | [ 2 ] [ 7 ]   |
| 2002–03   | Blackburn Rovers U19s          | Leeds United U17s              | [ 8 ] [ 9 ]   |
| 2003–04   | Southampton U19s               | Aston Villa U17s               | [ 10 ] [ 11 ] |
|           | Premier Academy League (U-18)  |                                |               |
| 2004–05   | Blackburn Rovers U18s          | Blackburn Rovers U18s          | [ 12 ]        |
| 2005–06   | Southampton U18s               | Southampton U18s               | [ 13 ]        |
| 2006–07   | Leicester City U18s            | Leicester City U18s            | [ 14 ]        |
| 2007–08   | Aston Villa U18s               | Aston Villa U18s               | [ 15 ]        |
| 2008–09   | Arsenal U18s                   | Arsenal U18s                   | [ 16 ]        |
| 2009–10   | Arsenal U18s                   | Arsenal U18s                   | [ 17 ]        |
| 2010–11   | Everton U18s                   | Everton U18s                   | [ 18 ]        |
| 2011–12   | Fulham U18s                    | Fulham U18s                    | [ 19 ]        |
| 2012–13   | Fulham U18s                    | Fulham U18s                    | [ 19 ]        |
| 2013–14   | Everton U18s                   | Everton U18s                   | [ 18 ]        |
| 2014-15   | Middlesbrough U18s             | Middlesbrough U18s             |               |

### Bảng xếp hạng các đội vô địch
| Đội bóng          | Nhóm U18 | Nhóm U19 | Nhóm U17 |
| ----------------- | -------- | -------- | -------- |
| Arsenal           | 3        | 1        | 1        |
| Blackburn Rovers  | 1        | 1        | 1        |
| Aston Villa       | 1        | 1        |          |
| Southampton       | 1        | 1        |          |
| Everton           | 2        |          |          |
| Fulham            | 2        |          |          |
| West Ham United   |          | 2        |          |
| Nottingham Forest |          | 1        |          |
| Leicester City    | 1        |          |          |
| Ipswich Town      |          |          | 1        |
| Newcastle United  |          |          | 1        |
| Leeds United      |          |          | 1        |

(d) - defunct

## Liên kết khác
- League tables: A Lưu trữ ngày 25 tháng 9 năm 2011 tại Wayback Machine · B Lưu trữ ngày 19 tháng 10 năm 2011 tại Wayback Machine · C Lưu trữ ngày 27 tháng 9 năm 2011 tại Wayback Machine · D Lưu trữ ngày 9 tháng 11 năm 2011 tại Wayback Machine
- Fixtures and results Lưu trữ ngày 20 tháng 2 năm 2009 tại Wayback Machine
- Bulletins Lưu trữ ngày 10 tháng 4 năm 2008 tại Wayback Machine